# Anastasia Griffith

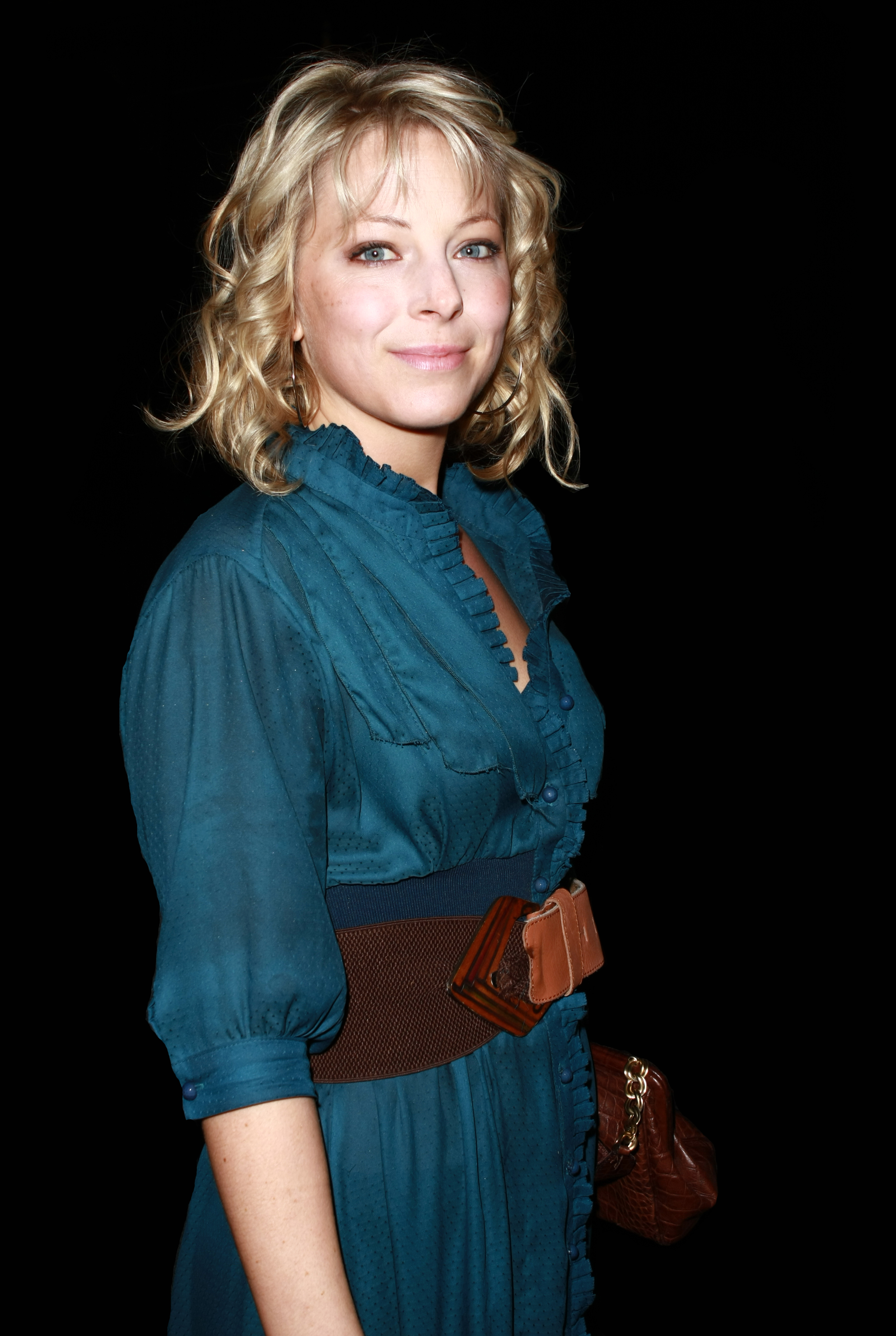
Anastasia Griffith (2008)

Anastasia Griffith (* 23. März 1978 in Paris, Frankreich) ist eine britische Schauspielerin.

## Leben
Geboren in Paris als Tochter einer Nordirin und eines US-Amerikaners, wuchs Anastasia Griffith in London auf. Sie hat sechs ältere Brüder; einer von ihnen ist der ebenfalls als Schauspieler erfolgreiche Jamie Bamber. Zunächst studierte Griffith Kunstgeschichte an der University of Bristol, ehe sie ihre wahre Leidenschaft, die Schauspielerei entdeckte, und sich an der London Academy of Music and Dramatic Art einschrieb.
Griffith steht seit 2004 vor der Kamera. Ihren Durchbruch erlangte sie noch im selben Jahr in einer Nebenrolle in der Filmkomödie Alfie an der Seite von Jude Law. 2007 wurde sie für die Fernsehserie Damages – Im Netz der Macht verpflichtet. Im Anschluss spielte sie 2009 Nancy Carnahan in der NBC-Serie Trauma und hatte von 2012 bis 2013 die Rolle der Elizabeth Haverford in der BBC-America-Serie Copper inne.

## Filmografie (Auswahl)
- 2004: Alfie
- 2005: Shadow of the Sword – Der Henker (The Headsman)
- 2005: The Worst Week of My Life (Fernsehserie, 2 Folgen)
- 2007: Law & Order: Special Victims Unit (Fernsehserie, Folge 9x09)
- 2007–2009: Damages – Im Netz der Macht (Damages, Fernsehserie, 16 Folgen)
- 2008: New Amsterdam (Fernsehserie, Folge 1x02)
- 2009: Solitary Man
- 2009: Medium – Nichts bleibt verborgen (Medium, Fernsehserie, Folge 5x16)
- 2009–2010: Trauma (Fernsehserie, 20 Folgen)
- 2010–2011: Royal Pains (Fernsehserie, 9 Folgen)
- 2011–2012, 2014: Once Upon a Time – Es war einmal … (Once Upon a Time, Fernsehserie, 8 Folgen)
- 2012–2013: Copper – Justice is brutal (Copper, Fernsehserie, 22 Folgen)
- 2014: The Wrong Mans – Falsche Zeit, falscher Ort (The Wrong Mans, Fernsehserie, 3 Folgen)
- 2015: Detective Laura Diamond (The Mysteries of Laura, Fernsehserie, Folge 1x12)
- 2015: Elementary (Fernsehserie, Folge 3x18)
- 2015: Zoo (Fernsehserie, 3 Folgen)
- 2017: The Blacklist (Fernsehserie, Folge 4x11)
- 2018–2019: Deep State (Fernsehserie, 15 Folgen)